# 餘甘子
餘甘子（学名：Phyllanthus emblica）為一葉下珠科葉下珠屬，其原產於印度，隨佛教傳入中國。分布於印度、斯里蘭卡、中南半島、印尼、菲律賓、臺灣、香港、華南以以至南美等地，生长於海拔200米至2300的地区，多见於山地疏林、灌丛、荒地或山沟向阳处，也有人工种植。果实可以生食，味酸、微涩苦而甘香，食用先苦後甘，口中尚餘甘味，因而得名。可生津止渴。乾葉可作枕头填料。亦可药用。

## 名称
庵摩罗果、米含（广西隆安）、望果（云南文山）、木波（云南傣语）、七察哀喜（云南哈尼）、噜公膘（云南瑶族）、滇橄榄、油甘子（华南）、油甘（潮汕话）、油柑子（香港）、油柑。
餘甘子还曾以梵文譯名“庵摩勒”或“庵摩羅迦”記載於晉代嵇含的《南方草木狀》及明代姚可城的《食物本草》之中。梵语名也被马来语所借用，即马六甲树，后来成为马六甲名字的起源。

## 特徵
餘甘子一般高約1至3米，生長於灌叢或疏林中。花期為4至6月而果期為7至9月。花小而黃綠色，在枝條上簇生，果實球形，直徑約1.5厘米。葉片兩列排，羽狀複叶，葉線狀長圓形，頂端鈍圓或截平，有銳尖頭或微凹，基部淺心形而稍偏斜，上面綠色，下面淺綠色，長0.8-2厘米，寬2-6毫米，乾後淺褐色或帶紅色，近無柄；落葉時整個小枝脫落；托葉線狀披針形，長1.2-2.5毫米，褐紅色，邊緣有睫毛。花簇生於葉腋，花小，黃色；單性，雌雄同株，具短柄；每花簇有1朵雌花，花梗長0.5毫米，花盤杯狀，包藏子房達一半以上，邊緣撕裂，每花有花萼5-6片，長圓形或匙形，較厚，邊緣膜質，多少具齒無瓣，子房卵圓形，子房上位，3室，花柱3，基部合生，頂端再2裂；雄花雄蕊3，花絲合生成0.3-0.7毫米的柱，花藥直立，長圓形，頂端具短尖頭。蒴果呈核果狀，圓球形，直徑約1.5厘米，外果皮肉質，淺綠色，初為黃綠色，成熟後呈赤紅色，內果皮硬殼質；種子略帶紅色。花期4-6月，果期7-9月。

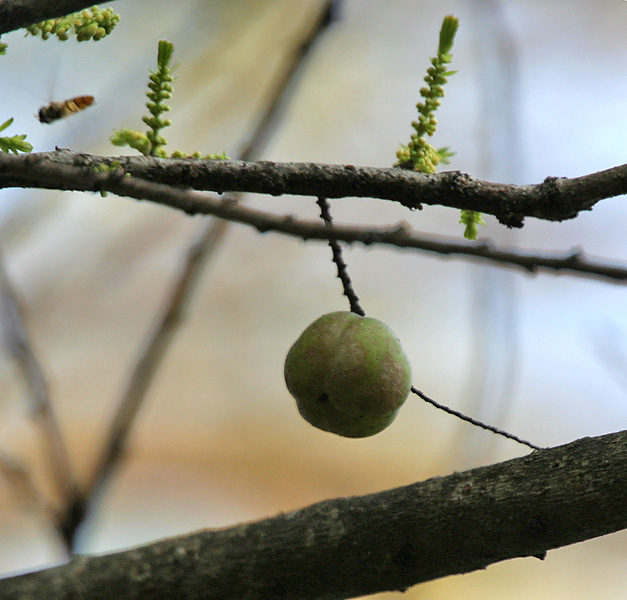
果实、嫩叶和花蕾
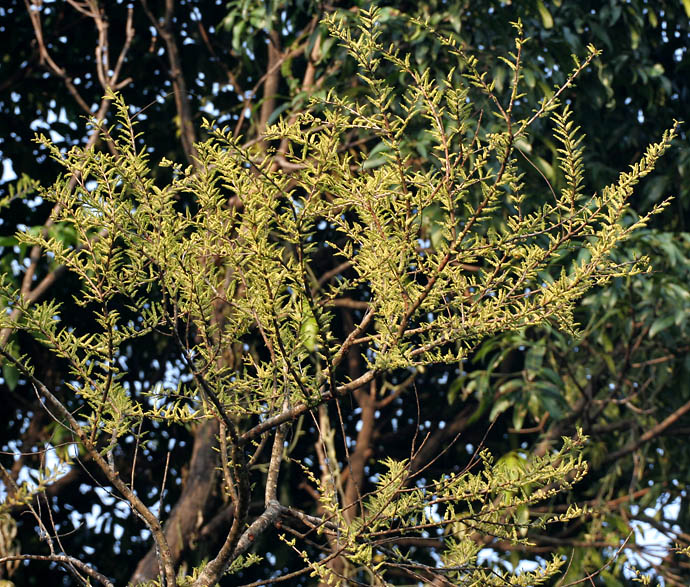
开花的嫩枝
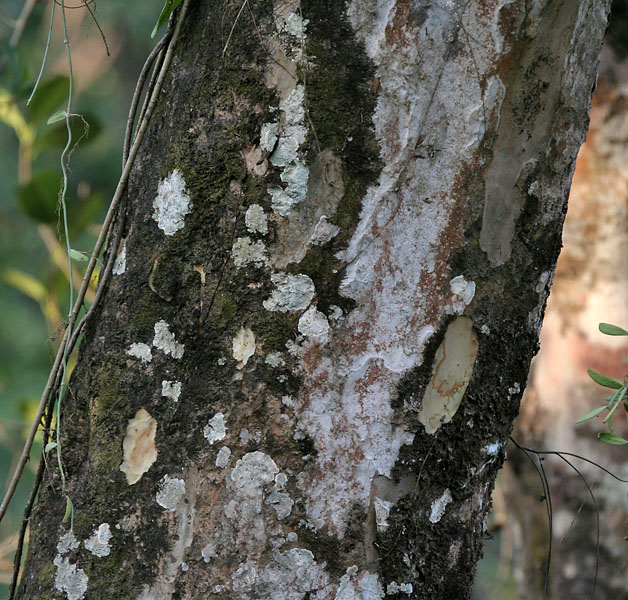
树干
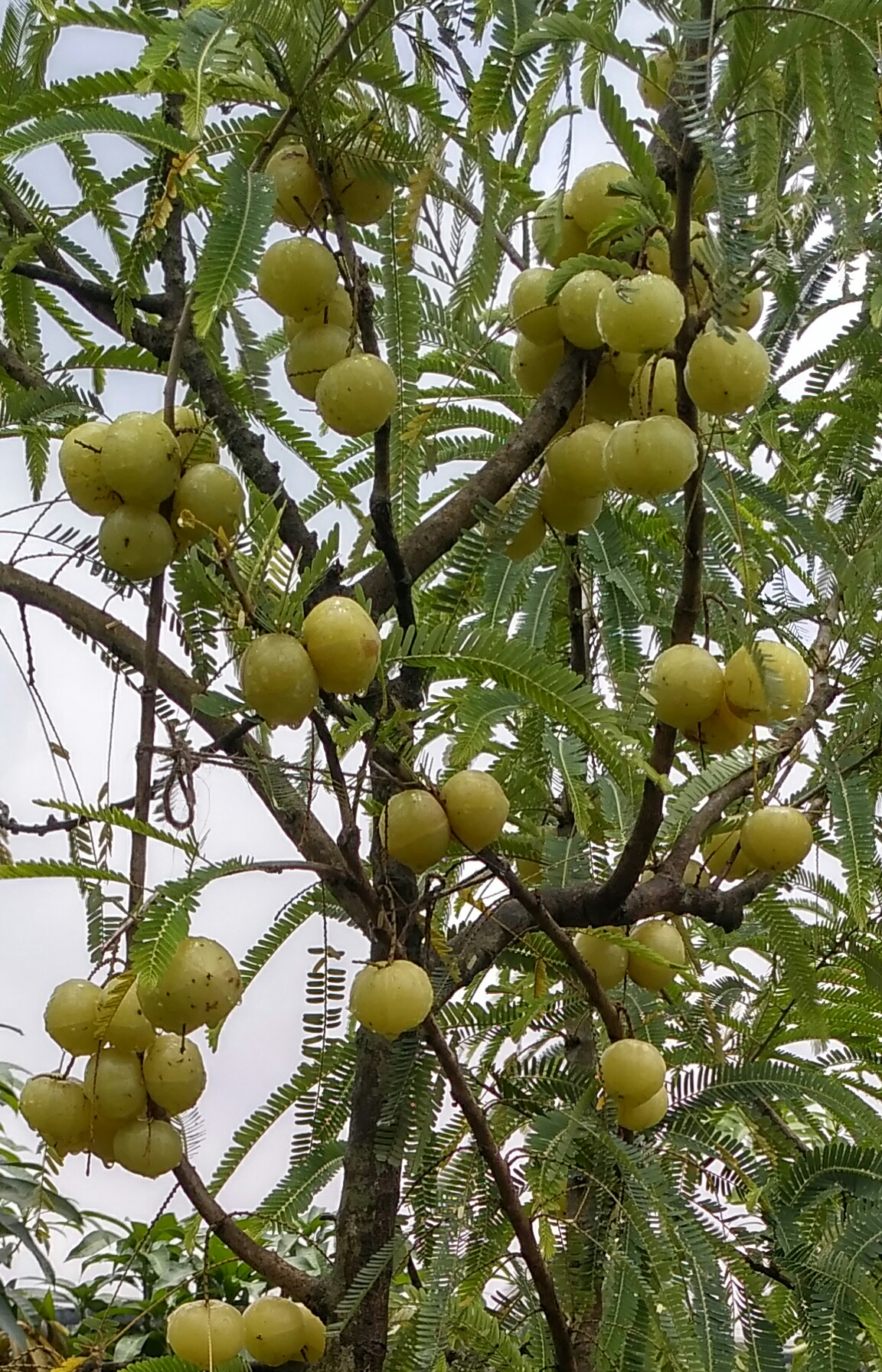
餘甘子
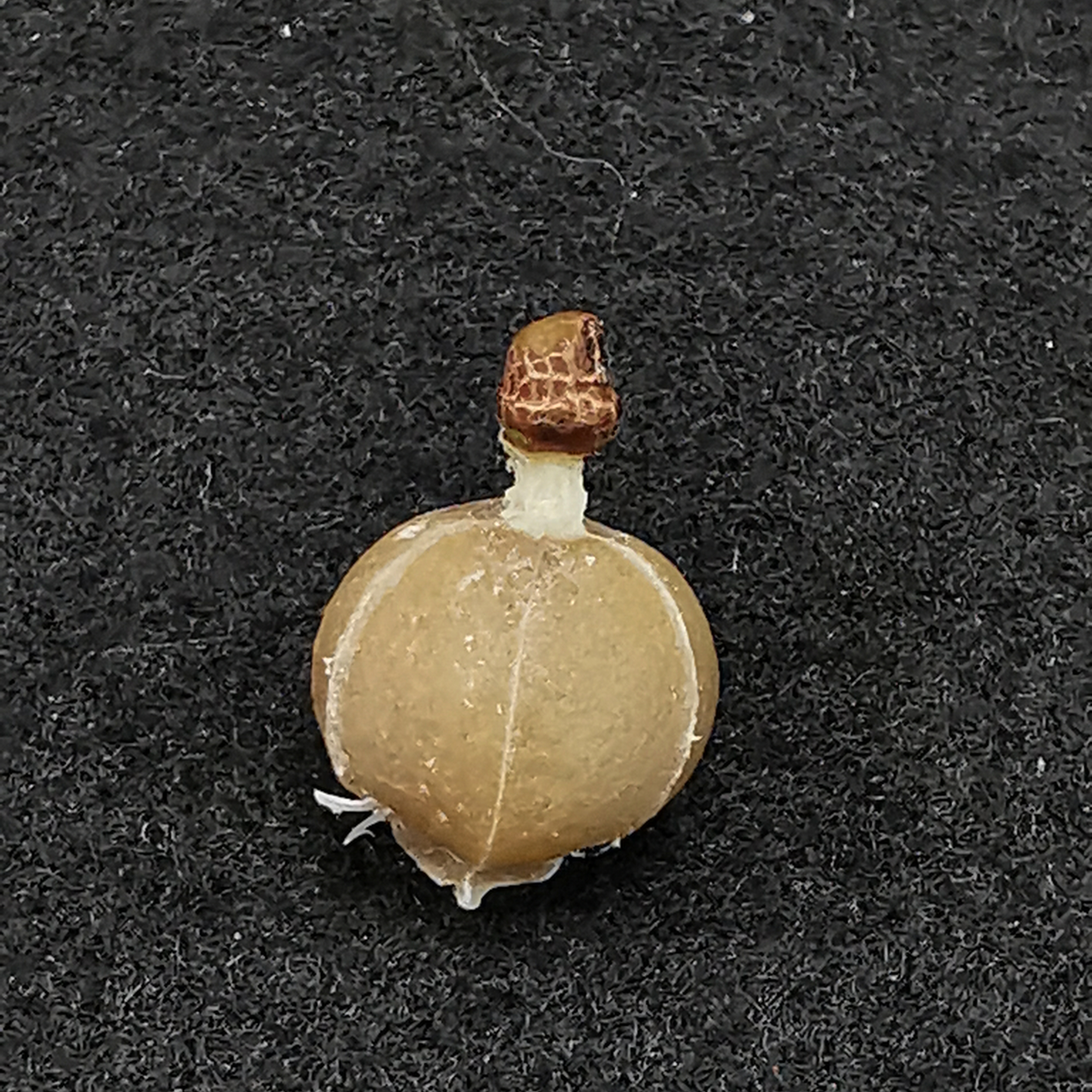
種子
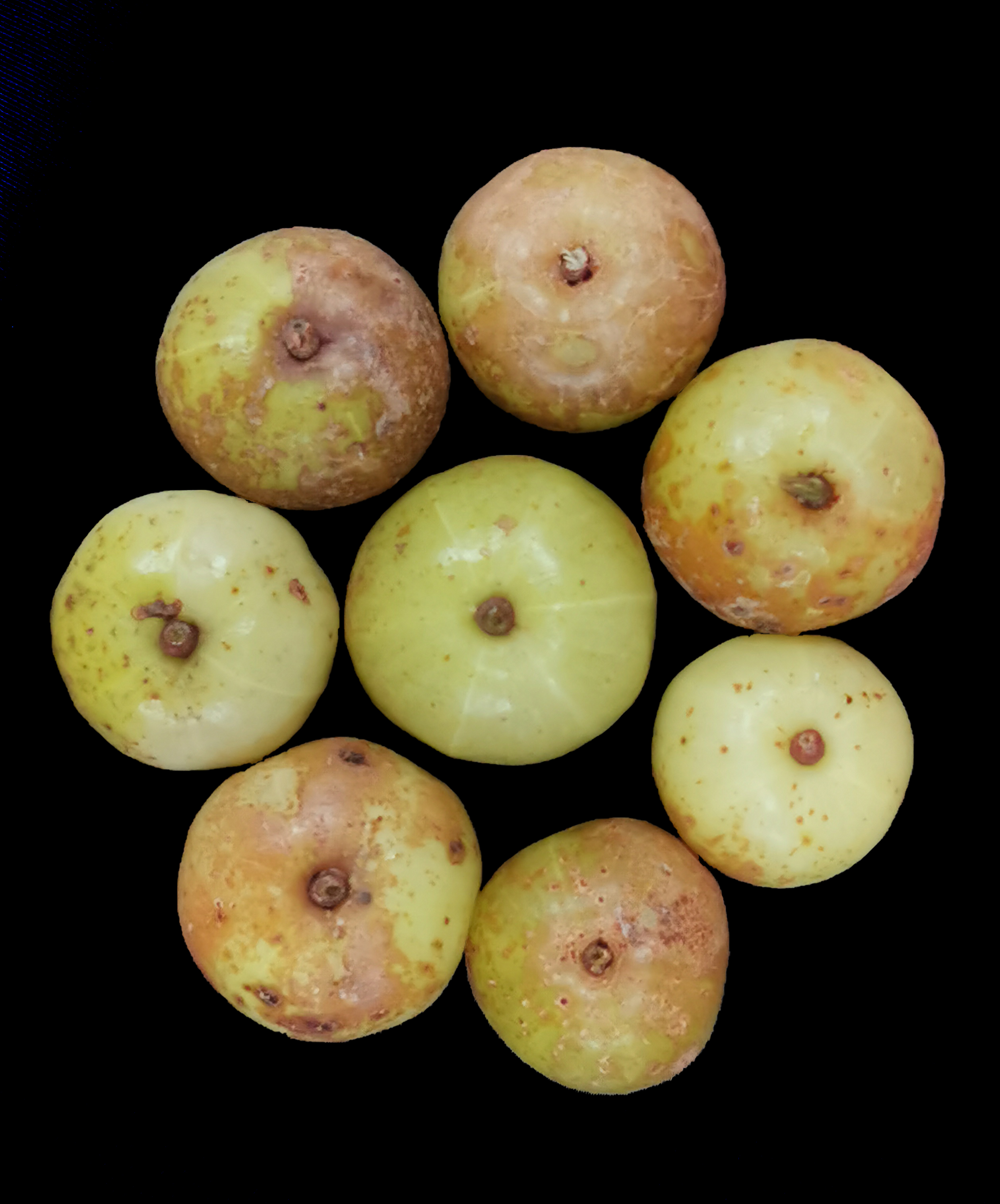
果實

## 名产地及风俗
- 产于广东汕头市潮阳区谷饶镇的谷饶狮头油甘为其中的一个名优品种，可鲜食，又可作加工后制成佐餐小菜，还可加工成高级蜜饯。
- 香港荃灣油柑頭一帶盛產油柑子，因而得名，亦有油柑頭村。
- 在中國大陸，餘甘子一般在秋分前后收获并上市，是中秋拜月佳果。
- 在台灣大宗種植分佈在台中、彰化、苗栗種植居多。
- 可用食盐或甘草、白糖等腌制成“鹹油甘”和“甘草油甘”。印度南部一带也有将其製为腌制品的风俗。

## 功效
在古印度療法「阿育吠陀」中作為主要成分，被譽為印度聖果、救命果與綠鑽石。在明代《本草綱目》稱之「味甘寒、無毒，主風虛熱，補益強氣，久服，輕身，延年長」 
油甘果的維生素C是檸檬的4.6倍；抗氧化力 (H-ORAC)是藍莓的28倍，營養功效優於眾多水果。油甘富含多酚、黃酮類、與維生素C等水溶性功效性成分，易被人體吸收利用。

## 延伸阅读
[在维基数据编辑]
 《欽定古今圖書集成·博物彙編·草木典·餘甘子部》，出自陈梦雷《古今圖書集成》

## 外部連結
- 樹重奏油甘鮮果粉 （页面存档备份，存于）

- 餘甘子 （页面存档备份，存于）
- 樹木谷:油甘子 （页面存档备份，存于）
- 余甘子 Yuganzi （页面存档备份，存于） 藥用植物圖像數據庫 (香港浸會大學中醫藥學院) （中文）（英文）
- 余甘子 中藥材圖像數據庫  (香港浸會大學中醫藥學院) （中文）（英文）
- 餘甘子 Yu Gan Zi （页面存档备份，存于） 中藥標本數據庫 (香港浸會大學中醫藥學院) （繁體中文）（英文）